# 斯基比夫希納 (波爾塔瓦州)
49°45′26″N 33°34′12″E / 49.75722°N 33.57000°E
斯基比夫什奇納（羅馬化：Skybivshchyna）是位於烏克蘭中部的村莊，由波爾塔瓦州米爾霍羅德區的大巴哈奇卡市鎮負責管轄。該村分別距離克羅蒂夫希納0.5公里和奧爾利基夫希納1公里，面積1.39平方公里，2001年人口92。